# Ana Osterman
Ana Osterman, slovenska političarka, * 1940.
Med 14. majem 1992 in 25. januarjem 1993 je bila ministrica za borce in vojaške invalide Republike Slovenije.